# Sillage (phénomène physique)
Pour les articles homonymes, voir Sillage.

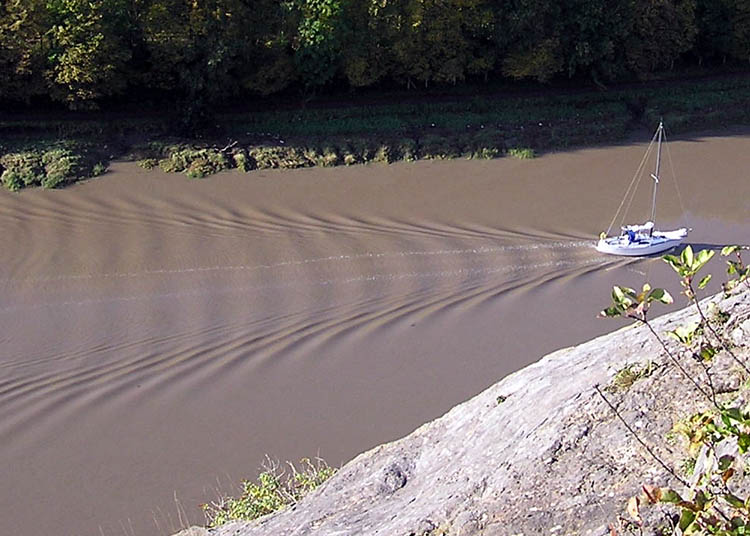
Sillage occasionné par un bateau à faible vitesse.

Le sillage est la trace marquant le passage d'un bateau dans un liquide ou d'un avion dans l'air.

## Explication du phénomène

### En milieu liquide
Dans les milieux incompressibles tels que l'eau, les molécules du liquide s'écartent à l'avant du bateau et forment une vague en forme de V dont l'amplitude décroit au fur et à mesure qu'elle s'écarte. Ces vagues peuvent être destructrices dans des milieux avec des berges fragiles.
L'angle formé par le sillage est généralement égal à environ 39°, bien que pouvant être plus faible pour des nombres de Froude > 0.5 (vitesse élevée et faible longueur de navire) ou en eau peu profonde.
Le nombre, la taille et la pente des vagues de sillage sont en rapport direct avec l'énergie dépensée pour faire avancer le bateau. Manfred Curry, grand théoricien de l'aérodynamique de la voile et régatier émérite, s'est intéressé au cas d'un voilier remorquant une petite embarcation de service (youyou ou annexe) ; il a utilisé une ligne de remorque de longueur variable, fixée à un dynamomètre. Il a constaté que suivant que le youyou monte ou descend les vagues de sillage, la tension variait du simple au triple et conclu que la distance optimum de remorquage était celle où l'embarcation remorquée « surfait » en descendant la pente de la seconde crête de vague de sillage derrière le bateau remorqueur.

### En milieu gazeux

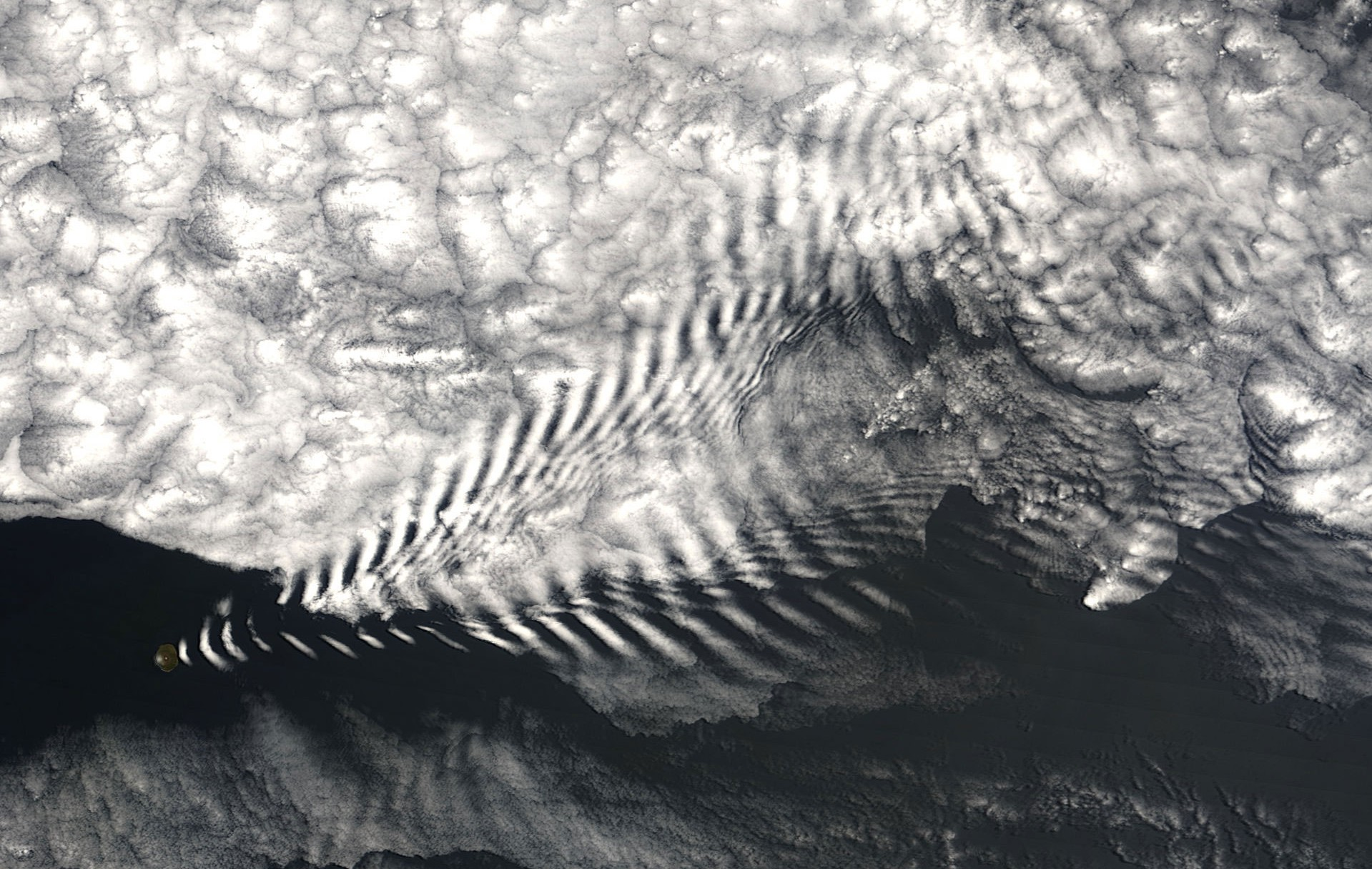
Lignes de nuages formant un triangle dans le sillage de l'île Amsterdam dans l'océan Indien.

Dans les milieux gazeux, les perturbations sont moins fortes à l'avant, mais plus élevées sur l'arrière. On parle de turbulence de sillage dangereuse en aéronautique. Ce phénomène peut générer aussi une onde de gravité qui peut mener à la formation de nuages par saturation et condensation.
Cas particulier de l'hélicoptère : les pales du rotor principal d'un hélicoptère doivent se déplacer dans un même plan (disque rotor). On règle ainsi leur déplacement en observant latéralement leur sillage à l'aide de dispositifs optiques placés en bout de pale et en infléchissant plus ou moins l'angle des repères fixés sur le bord de fuite.

## Propriétés utiles
On dit d'un véhicule qu'il est dans le sillage lorsqu'il n'est pas très loin derrière un autre véhicule et dans son axe de déplacement. Il peut bénéficier du phénomène d'aspiration.
Certains sillages peuvent être créés intentionnellement. C'est le cas du joueur de water-polo qui fait avancer le ballon sur la vague de sillage qu'il crée en nageant rapidement avec de grands battements de bras. C'est aussi le cas de bateaux rapides qui créent une vague de sillage utilisée par un surfeur.

## Anecdote
Le sillage des bateaux est parfois désigné sous le nom de « macoui », une entité imaginaire figurant un grand serpent d'eau associé au nom du bateau. Pour renommer un bateau, il faudrait au préalable couper le macoui,.

## Images

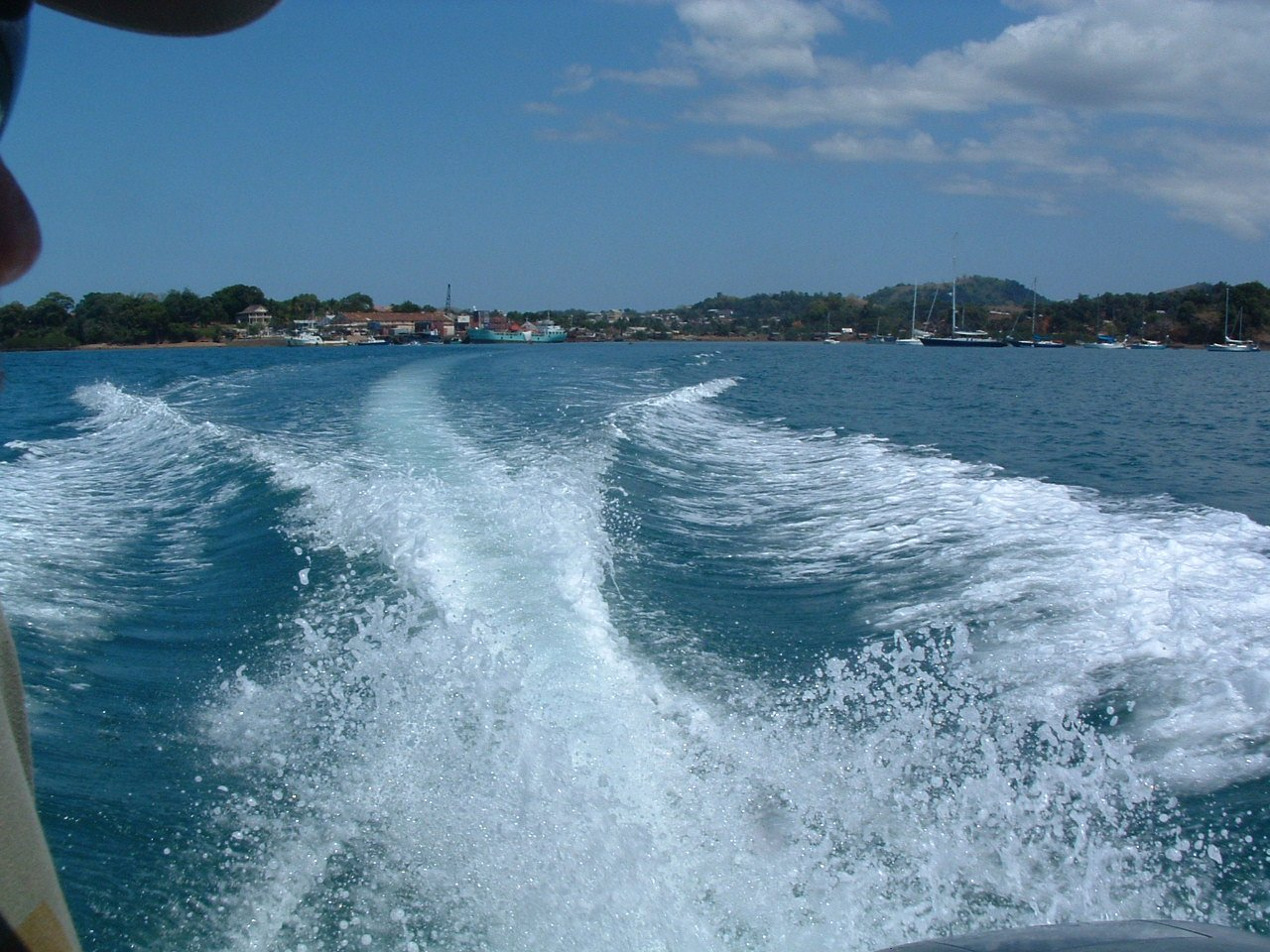
Sillage derrière un bateau rapide.
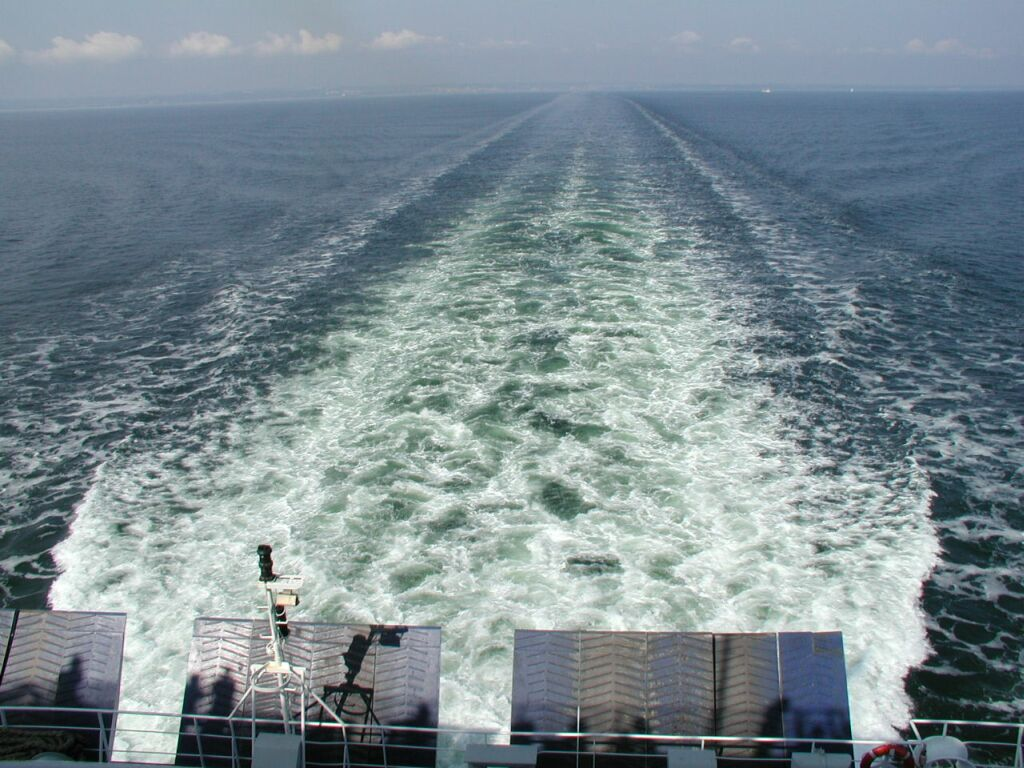
Sillage d'un ferry en mer Baltique.
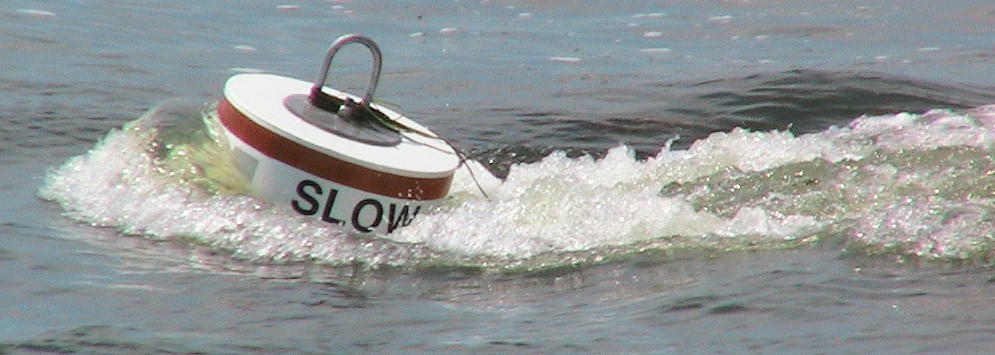
Sillage généré par une bouée immobile mais dans un fort courant.
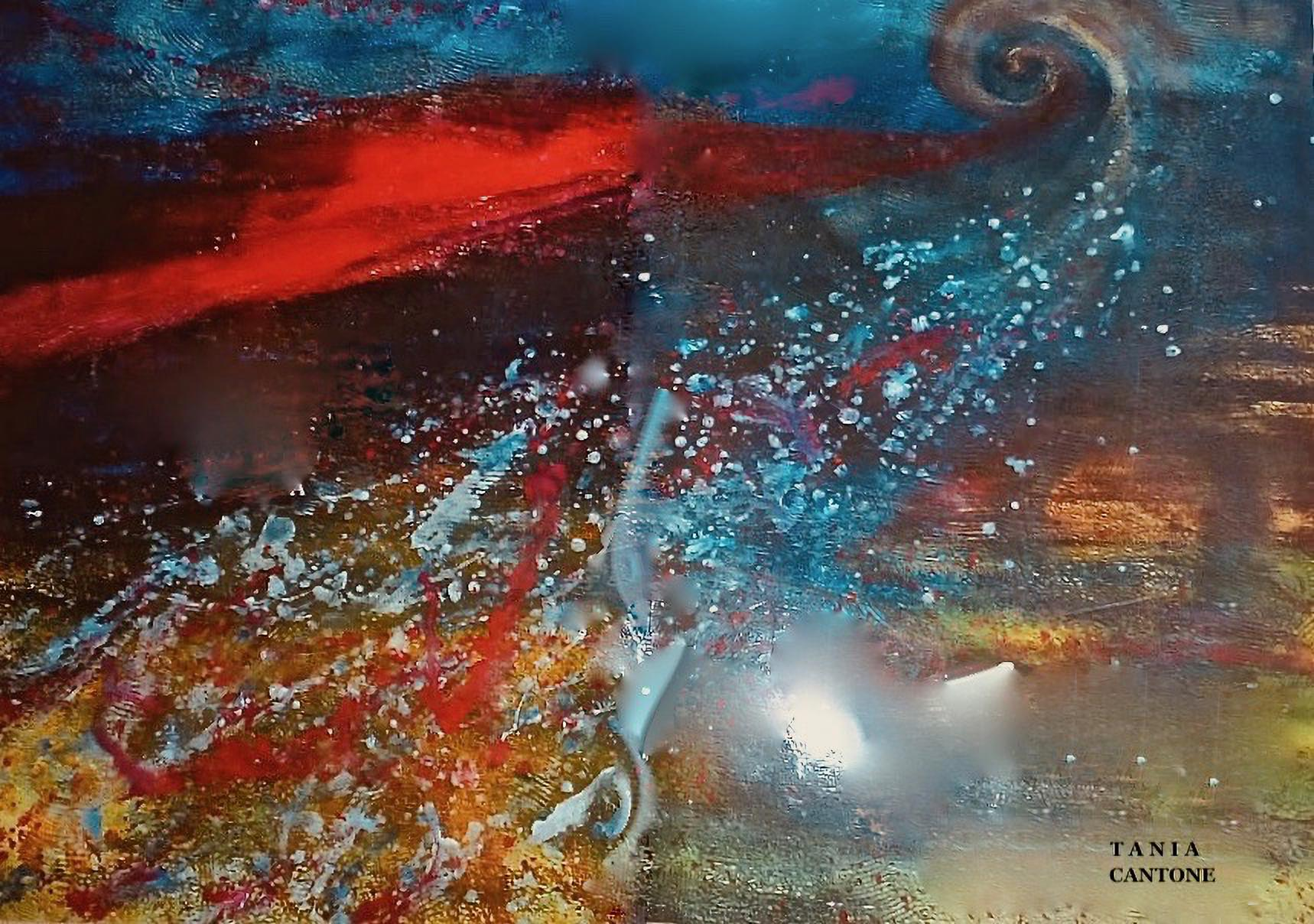
Sillage sous-marin sous forme d'art numérique.